# Echinocereus primolanatus
Echinocereus primolanatus là một loài thực vật có hoa trong họ Cactaceae. Loài này được Fritz Schwarz ex N.P.Taylor mô tả khoa học đầu tiên năm 1985.